# Francesco Gnecchi
Pour les articles homonymes, voir Gnecchi.
Francesco Gnecchi, né le 8 septembre 1847 à Milan et mort le 15 juin 1919 à Rome, est un peintre et numismate italien.

## Biographie
Francesco Gnecchi naît le 8 septembre 1847 à Milan, il est le frère d'Ercole,,.